# 投球局數
投球局數（英語：innings pitched），簡稱IP，為一棒球名詞，表示投手完成的球局數，是以投手在投球過程中，擊球員及跑壘員出局的人次來計算。三個人出局為一局，二個人出局為三分之二局，一個人出局為三分之一局。有時，統計數字會計為34.1,  72.2, 或 91.0，是表示34+1⁄3局、72+2⁄3局及91局。
投手投球過程中上壘的跑壘員不計入投球局數，因此若投手在上場前，壘上已經有人，後來打者擊出安打，甚至得分，投手被換下場，但都沒有一人出局，此時他的投球局數是0。
在記錄時，如果投手投了N局，第N+1局直接讓中繼投手上場，記為投了N局；如果投手在第N+1局繼續上場且沒有解決任何打者即退場時，會記為投了N+局，交代投手在第N+1局是否繼續上場。
在聯賽中，如果投手要進入防禦率、三振率等排行榜，會規定投手要投到一定局數才能進入排行榜，一般是以每場1局計算，即聯賽打幾場投手的投球局數就必須要至少幾局。

## 投球局數的下降
2009年時，累計投球局數前100名的現役投手只有湯姆·葛拉文（排名30名，投球局數4,413+1⁄3局）、藍迪·強森（排名38名，投球局數4,135+1⁄3局）、傑米·莫耶（排名45名，投球局數3,908+2⁄3局）及約翰·史摩茲（排名74名，投球局數3473局）。原因是因為投手的投球局數已漸漸下降，原因有以下幾個：
- 1876年至1892年，投手投球的距離是50英尺，對其手臂的壓力較小（而且當時常用低手投球的投法）。當時，投手一個球季投球局數常超過600局。
- 1892年起，投手的位置後退，投球的距離是60英尺6英吋，當時一個球季投球局數常超過400場，其原因是全壘打還不常見，投手常常可以在比賽過程保留一些臂力。
- 1920年至1980年起，各球隊已建立投手四人轮换的機制，投手不再在一個球季投球超過400局。而且全壘打表示在任何時間都可以靠安打而得分。投球局數領先的投手有時仍會投球超過300局。偶爾投球局數會有突然的增加，例如威爾伯·伍德（英语：Wilbur Wood）在1972年投球376+2⁄3局，1973年投球359+1⁄3局。
- 1980年代起，投手轮换的機制已改為投手五人轮换，較弱的第五人常會在休息日被跳過。而球團也越來越多使用牛棚投手擔任救援投手，因此加速了投球局數的下降，現在只有少數投手每季會投球超過250局。

## 投球局數前二十名的投手
| 名次   | 投手                     | 投球局數  |
| ------ | ------------------------ | --------- |
| 1      | 賽·揚                    | 7,356     |
| 2      | 普德·蓋爾文              | 6,003+1⁄3 |
| 3      | 華特·強森                | 5,914+1⁄3 |
| 4      | 菲爾·尼克洛              | 5,404     |
| 5      | 諾蘭·萊恩                | 5,386     |
| 6      | 蓋洛·佩里                | 5,350     |
| 7      | 唐·萨顿                  | 5,282+1⁄3 |
| 8      | 華倫·史潘 *              | 5,243+2⁄3 |
| 9      | 史提夫·卡爾頓 *          | 5,217+2⁄3 |
| 10     | 格罗弗·克利夫兰·亚历山大 | 5,190     |
| 11     | 基德·尼科爾斯            | 5,067+1⁄3 |
| 12     | 提姆·基弗                | 5,049+2⁄3 |
| 13     | 葛瑞格·麥達克斯          | 5,008+1⁄3 |
| 14     | 伯特·布萊雷文            | 4,970     |
| 15     | 博比·马修斯              | 4,956     |
| 16     | 羅傑·克萊門斯            | 4,916+2⁄3 |
| 17     | 米奇·韦尔奇              | 4,802     |
| 18     | 克里斯提·馬修森          | 4,788+2⁄3 |
| 19     | 湯姆·西佛                | 4,783     |
| 20     | 湯米·約翰 *              | 4,710+1⁄3 |
| * 左投 |                          |           |

## 外部連結
- All-time innings pitched leaders （页面存档备份，存于）